# آمونیاکافت
آمونیاکافت یا آمونولیز (به انگلیسی: Ammonolysis) (/am·mo·nol·y·sis/) نوعی واکنش شیمیایی است که در آن از آمونیاک به عنوان واکنشگر استفاده می‌شود. واکنش‌های آمونیاکافت را می‌توان با ترکیبات آلی برای تولید آمین‌ها، یا با ترکیبات معدنی برای تولید نیتریدها انجام داد. این واکنش مشابه آبکافت است که در آن مولکول‌های آب شکافته می‌شوند.